# Ферт (Айдахо)
Ферт (англ. Firth) — місто в окрузі Бінґгем, штат Айдахо, США. Згідно з переписом 2010 року населення становило 477 осіб, що на 69 осіб більше, ніж 2000 року.

## Географія
Ферт розташований за координатами 43°18′20″ пн. ш. 112°11′2″ зх. д. / 43.30556° пн. ш. 112.18389° зх. д. (43.305637, -112.184002).  За даними Бюро перепису населення США в 2010 році місто мало площу 1,40 км², уся площа — суходіл. В 2017 році площа становила 1,48 км², уся площа — суходіл.

## Демографія

### Перепис 2010 року
Згідно з переписом 2010 року, у місті проживало 477 осіб у 168 домогосподарствах у складі 121 родин. Густота населення становила 341,0 особи/км². Було 173 помешкання, середня густота яких становила 123,7/км². Расовий склад міста: 79,5% білих, 2,1% індіанців, 0,4% тихоокеанських остров'ян, 14,5% інших рас, а також 3,6% людей, які зараховують себе до двох або більше рас. Іспанці та латиноамериканці незалежно від раси становили 25,2% населення.
Із 168 домогосподарств 42,3% мали дітей віком до 18 років, які жили з батьками; 57,1% були подружжями, які жили разом; 10,7% мали господиню без чоловіка; 4,2% мали господаря без дружини і 28,0% не були родинами. 26,2% домогосподарств складалися з однієї особи, в тому числі 14,3% віком 65 і більше років. У середньому на домогосподарство припадало 2,84 мешканця, а середній розмір родини становив 3,45 особи.
Середній вік жителів міста становив 31,4 року. Із них 31,4% були віком до 18 років; 8,4% — від 18 до 24; 24,7% від 25 до 44; 23,1% від 45 до 64 і 12,2% — 65 років або старші. Статевий склад населення: 50,5% — чоловіки і 49,5% — жінки.
Середній дохід на одне домашнє господарство  становив 52 449 доларів США (медіана — 48 250), а середній дохід на одну сім'ю — 63 504 долари (медіана — 53 125). Медіана доходів становила 36 838 доларів для чоловіків та 28 750 доларів для жінок. За межею бідності перебувало 14,8 % осіб, у тому числі 17,3 % дітей у віці до 18 років та 0,0 % осіб у віці 65 років та старших.
Цивільне працевлаштоване населення становило 212 особи. Основні галузі зайнятості: освіта, охорона здоров'я та соціальна допомога — 23,6 %, виробництво — 13,7 %, будівництво — 11,3 %, транспорт — 9,4 %.

### Перепис 2000 року
Згідно з переписом 2000 року, в місті проживало 408 осіб у 142 домогосподарствах у складі 100 родин. Густота населення становила 320,1 особи/км². Було 148 помешкань, середня густота яких становила 116,1/км². Расовий склад населення 70,34% білих, 0,25% афроамериканців, 0,49% індіанців, 20,83% інших рас і 8,09% людей, які зараховують себе до двох або більше рас. Іспанці та латиноамериканці незалежно від раси становили 29,17% населення.

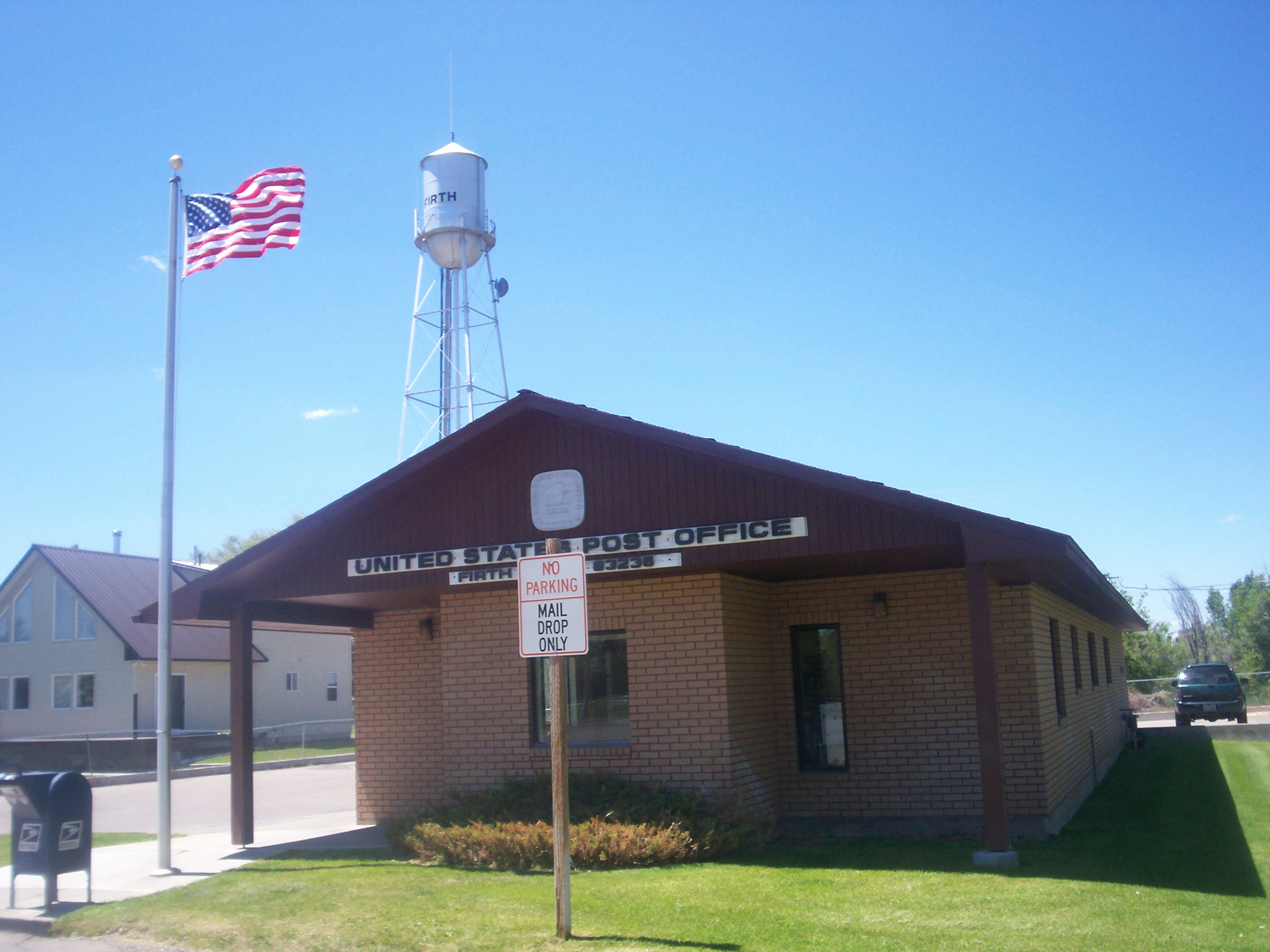
Поштове відділення на тлі водонапірної вежі

Із 142 домогосподарств 42,3% мали дітей віком до 18 років, які жили з батьками; 59,9% були подружжями, які жили разом; 8,5% мали господиню без чоловіка, і 28,9% не були родинами. 26,8% домогосподарств складалися з однієї особи, в тому числі 15,5% віком 65 і більше років. У середньому на домогосподарство припадало 2,87 мешканця, а середній розмір родини становив 3,48 особи.
Віковий склад населення: 33,3% віком до 18 років, 9,1% від 18 до 24, 25,2% від 25 до 44, 19,6% від 45 до 64 і 12,7% років і старші. Середній вік жителів — 32 року. Статевий склад населення: 47,8 % — чоловіки і 52,2 % — жінки. 
Середній дохід домогосподарств у місті становив US$23 239, родин — $27 500. Середній дохід чоловіків становив $27 292 проти $17 917 у жінок. Дохід на душу населення в місті був $10 458. Приблизно 20,0% родин і 25,7% населення перебували за межею бідності, включаючи 39,8% віком до 18 років і 15,3% від 65 і старших.